# Шоят, Ивана
Ивана Шоят (хорв. Ivana Šojat; родилась 26 февраля 1971, Осиек) — хорватская писательница. Её наиболее известной работой является роман «Нижний город» (хорв. Unterstadt).

## Биография
Ивана Шоят окончила среднюю школу в Осиеке по специальности журналистика, изучала математику и физику в Педагогической академии в Осиеке и французский язык в Бельгии. Она работала переводчиком, иностранным корреспондентом, обозревателем, редактором театральных публикаций в Хорватском национальном театре в Осиеке. В 2017 году Шоят смогла выиграть праймериз Хорватского демократического содружества (ХДС) и баллотироваться на пост мэра Осиека от этой партии.
За свой вклад в хорватскую литературу она получила ряд почётных наград. Ивана Шоят участвовала в Войне в Хорватии.